# Deutsche Eishockey-Meisterschaft 1921
Die Deutsche Eishockey-Meisterschaft 1921 war die fünfte Austragung dieser Titelkämpfe.
Spielberechtigt waren alle Amateurmannschaften des Deutschen Eislauf-Verbandes (DEV), jedoch nicht mehr als zwei  Mannschaften eines Ortes oder eines Bezirks. Ursprünglich war eine Austragung in Berlin vorgesehen. Schließlich wurde das einzige Meisterschaftsspiel auf dem Riessersee bei Garmisch-Partenkirchen ausgetragen. 

Das Spiel fand am 27. Februar 1921 statt.

## Regionale Meisterschaften

### Berliner Meisterschaft
Der Berliner Schlittschuhclub wurde vor dem SC Charlottenburg Berliner Meister.

### Südbayerische Meisterschaft
| Februar 1921 | Münchener EV | 16:00 | Münchener HTC | München |

| Februar 1921 | MTV München von 1879 | 12:00 | Münchener HTC | München |

| Februar 1921 | Münchener EV | 1:0 | MTV München von 1879 | München |

|    |                      | Sp | S | U | N | Tore  | Punkte |
| -- | -------------------- | -- | - | - | - | ----- | ------ |
| 1. | Münchener EV         | 2  | 2 | 0 | 0 | 17:0  | 4:0    |
| 2. | MTV München von 1879 | 2  | 1 | 0 | 1 | 11:01 | 2:2    |
| 3. | Münchener HTC        | 2  | 0 | 0 | 2 | 00:28 | 0:4    |

Abkürzungen: Sp = Spiele, S = Siege, U = Unentschieden, N = Niederlagen

## Deutsche Meisterschaft
| 27. Februar 1921 | Berliner Schlittschuhclub | 6:0 (1:0, 5:0) | MTV München von 1879 | Riessersee, Garmisch-Partenkirchen |

### Meistermannschaft
| Deutscher Meister 1921 Berliner Schlittschuhclub | Günther Rahn Walter Sachs – Alfred Steinke Werner Glimm – Max Holsboer – Nils Molander |